# Chondrodesmus rodriguezi
Chondrodesmus rodriguezi är en mångfotingart som först beskrevs av Henri W. Brölemann 1900.  Chondrodesmus rodriguezi ingår i släktet Chondrodesmus och familjen Chelodesmidae. Inga underarter finns listade i Catalogue of Life.